# Lockheed Ventura
O Lockheed Ventura foi um avião de patrulha e bombardeiro utilizados pela Força Aérea dos Estados Unidos (USAF), Royal Air Force (RAF), Royal Australian Air Force, Royal Canadian Air Force, South African Air Force e Royal New Zealand Air Force que atuaram na Segunda Guerra Mundial em diversos usos. Foram fabricados pela Lockheed Corporation.

## Uso noBrasil
A Força Aérea Brasileira operou 20 aeronaves do modelo para patrulhamento, e estavam baseados em Salvador, Natal e Fortaleza.